# Michael Finley
Michael Howard Finley (Melrose Park, 6 maart 1973) is een Amerikaans voormalig basketbalspeler.

## Carrière
Finley speelde collegebasketbal voor de Wisconsin Badgers van 1991 tot 1995. Hij werd gekozen door de Phoenix Suns uit de NBA Draft van 1995 als 21e in de eerste ronde. Hij werd gekozen tot 1995/96 NBA All-Rookie First Team, werd de derde beginner in de geschiedenis van de Suns die meer dan 1000 punten in één seizoen scoorde. Ondanks zijn prestaties werd hij naar de Dallas Mavericks geruild in december 1996 samen met Sam Cassell, A.C. Green en een draftpick voor Tony Dumas, Jason Kidd en Loren Meyer.
In zijn eerst seizoen met de Mavericks stond hij ze bij door te scoren, zijn assists en steals. Samen met Steve Nash en forward Dirk Nowitzki werd hij een onmisbaar deel van hun "run and gun" tactiek, het trio werd vaak "The Big Three" genoemd. In 2005 tekende hij als vrije speler bij de San Antonio Spurs waar hij speelde tot in maart 2010 toen zijn contract ontbonden werd. Hij tekende daarop voor de rest van het seizoen voor de Boston Celtics.

## Erelijst
- NBA-kampioen: 2007
- NBA All-Star: 2000, 2001
- NBA All-Rookie First Team: 1996
- Nummer 24 teruggetrokken door de Wisconsin Badgers
- UW Athletic Hall of Fame: 2004

## Statistieken

### Regulier seizoen
| Seizoen      | Team              | WG   | WS  | MPW  | 2P%  | 3P%  | FW%   | RPW | APW | SPW | BPW | PPW  |
| ------------ | ----------------- | ---- | --- | ---- | ---- | ---- | ----- | --- | --- | --- | --- | ---- |
| 1995/96      | Phoenix Suns      | 82   | 72  | 39,2 | 47,6 | 32,8 | 74,9  | 4,6 | 3,5 | 1,0 | 0,4 | 15,0 |
| 1996/97      | Phoenix Suns      | 27   | 18  | 29,5 | 47,5 | 25,5 | 81,2  | 4,4 | 2,5 | 0,7 | 0,1 | 13,0 |
| 1996/97      | Dallas Mavericks  | 56   | 36  | 35,6 | 43,2 | 38,7 | 80,7  | 4,5 | 2,8 | 0,9 | 0,4 | 16,0 |
| 1997/98      | Dallas Mavericks  | 82   | 82  | 41,4 | 44,9 | 35,7 | 78,4  | 5,3 | 4,9 | 1,6 | 0,4 | 21,5 |
| 1998/99      | Dallas Mavericks  | 50   | 50  | 41,0 | 44,4 | 33,1 | 82,3  | 5,3 | 4,4 | 1,3 | 0,3 | 20,2 |
| 1999/00      | Dallas Mavericks  | 82   | 82  | 42,2 | 45,7 | 40,1 | 82,0  | 6,3 | 5,3 | 1,3 | 0,4 | 22,6 |
| 2000/01      | Dallas Mavericks  | 82   | 82  | 42,0 | 45,8 | 34,6 | 77,5  | 5,2 | 4,4 | 1,4 | 0,4 | 21,5 |
| 2001/02      | Dallas Mavericks  | 69   | 69  | 39,9 | 46,3 | 33,9 | 83,7  | 5,2 | 3,3 | 0,9 | 0,4 | 20,6 |
| 2002/03      | Dallas Mavericks  | 69   | 69  | 38,3 | 42,5 | 37,0 | 86,1  | 5,8 | 3,0 | 1,1 | 0,3 | 19,3 |
| 2003/04      | Dallas Mavericks  | 72   | 72  | 38,6 | 44,3 | 40,5 | 85,0  | 4,5 | 2,9 | 1,2 | 0,5 | 18,6 |
| 2004/05      | Dallas Mavericks  | 64   | 64  | 36,8 | 42,7 | 40,7 | 83,1  | 4,1 | 2,6 | 0,8 | 0,3 | 15,7 |
| 2005/06      | San Antonio Spurs | 77   | 18  | 26,5 | 41,2 | 39,4 | 85,2  | 3,2 | 1,5 | 0,5 | 0,1 | 10,1 |
| 2006/07      | San Antonio Spurs | 82   | 16  | 22,2 | 41,2 | 36,4 | 91,8  | 2,7 | 1,3 | 0,4 | 0,2 | 9,0  |
| 2007/08      | San Antonio Spurs | 82   | 61  | 26,9 | 41,4 | 37,0 | 80,0  | 3,1 | 1,4 | 0,4 | 0,1 | 10,1 |
| 2008/09      | San Antonio Spurs | 81   | 77  | 28,8 | 43,7 | 41,1 | 82,3  | 3,3 | 1,4 | 0,5 | 0,2 | 9,7  |
| 2009/10      | San Antonio Spurs | 25   | 6   | 15,8 | 38,1 | 31,7 | 66,7  | 1,5 | 0,8 | 0,2 | 0,2 | 3,7  |
| 2009/10      | Boston Celtics    | 21   | 1   | 15,0 | 50,6 | 46,3 | 33,3  | 1,6 | 1,1 | 0,2 | 0,1 | 5,2  |
| Carrière     | Carrière          | 1103 | 875 | 34,5 | 44,0 | 39,0 | 81,3  | 4,1 | 2,9 | 0,9 | 0,3 | 15,7 |
| NBA All-Star | NBA All-Star      | 2    | 0   | 14,5 | 47,6 | 25,0 | 100,0 | 2,0 | 2,5 | 0,0 | 0,0 | 11,5 |

### Play-offs
| Seizoen  | Team              | WG  | WS | MPW  | 2P%  | 3P%  | FW%   | RPW | APW | SPW | BPW | PPW  |
| -------- | ----------------- | --- | -- | ---- | ---- | ---- | ----- | --- | --- | --- | --- | ---- |
| 2000/01  | Dallas Mavericks  | 10  | 10 | 43,4 | 36,0 | 36,2 | 81,8  | 5,3 | 4,4 | 1,2 | 0,2 | 19,7 |
| 2001/02  | Dallas Mavericks  | 8   | 8  | 46,6 | 46,6 | 37,8 | 90,0  | 6,3 | 2,3 | 1,5 | 0,5 | 24,6 |
| 2002/03  | Dallas Mavericks  | 20  | 20 | 41,1 | 43,5 | 41,2 | 86,4  | 5,8 | 3,0 | 1,3 | 0,6 | 18,3 |
| 2003/04  | Dallas Mavericks  | 5   | 5  | 39,9 | 38,2 | 26,9 | 60,0  | 3,2 | 2,6 | 0,8 | 0,6 | 13,0 |
| 2004/05  | Dallas Mavericks  | 13  | 13 | 37,8 | 42,5 | 39,3 | 88,9  | 4,3 | 2,2 | 1,3 | 0,0 | 13,1 |
| 2005/06  | San Antonio Spurs | 13  | 4  | 31,6 | 47,6 | 38,3 | 90,0  | 3,8 | 1,4 | 0,6 | 0,2 | 10,5 |
| 2006/07  | San Antonio Spurs | 20  | 20 | 26,9 | 41,0 | 41,9 | 89,7  | 2,9 | 1,1 | 0,6 | 0,2 | 11,3 |
| 2007/08  | San Antonio Spurs | 17  | 11 | 23,0 | 40,2 | 36,5 | 100,0 | 1,9 | 1,0 | 0,3 | 0,2 | 6,7  |
| 2008/09  | San Antonio Spurs | 5   | 5  | 28,6 | 44,1 | 46,7 | 75,0  | 3,0 | 1,0 | 0,2 | 0,2 | 8,0  |
| 2009/10  | Boston Celtics    | 18  | 0  | 6,0  | 25,0 | 27,3 | 100,0 | 0,6 | 0,2 | 0,2 | 0,0 | 0,8  |
| Carrière | Carrière          | 129 | 96 | 30,3 | 41,8 | 38,8 | 86,6  | 3,5 | 1,8 | 0,8 | 0,2 | 11,8 |

2 Ely · 
4 Finley · 
5 Horry · 
7 Oberto · 
9 Parker · 
11 Vaughn · 
12 Bowen · 
14 Udrih · 
15 Bonner · 
16 Elson · 
17 Barry · 
20 Ginóbili · 
21 Duncan · 
33 White · 
45 Butler · 
Coach Popovich